# Певзнер, Мария Семёновна
Мари́я Семёновна Пе́взнер (14 апреля 1901, Сенно — 3 августа 1989, Москва) — советский психиатр, психолог, дефектолог, кандидат медицинских наук, доктор педагогических наук, профессор.

## Биография
Родилась 14 апреля 1901 г. в г. Сенно Могилёвской губернии в семье служащего. В 1918 г. окончила школу 2-й ступени в г. Аткарске Саратовской области. Получила образование на медицинском факультете Московского государственного университета (1924) и специальных курсах по детской неврологии (1925).
В Саратове вела серьёзную научно-исследовательскую работу под руководством проф. И. Н. Маркова. Результаты этой работы, посвящённой изучению психопатических форм поведения в детском возрасте, были представлены на съезде врачей-психиатров, проходившем в г. Ленинграде в 1929 г., посвящённом изучению поведения человека, где Мария Семеновна знакомится с выдающимся ученым-психологом Л. С. Выготским (1896—1934), который высоко оценил её научный доклад по патологии поведения у детей, перенёсших энцефалит, и предложил ей сотрудничество.
В 1938 году защитила диссертацию на соискание учёной степени кандидата медицинских наук на тему: «Психопатические состояния в детском возрасте».
В декабре 1960 г. ей была присуждена учёная степень доктора педагогических наук (по специальной психологии). В 1963 г. присвоено учёное звание профессора. С 1960 по 1972 г. заведовала сектором клинического и нейрофизиологического изучения аномальных детей НИИ дефектологии АПН СССР, где под её руководством разрабатывалось новое направление — генетическое изучение аномальных детей. Под руководством и при непосредственном участии Марии Семеновны определяется новое направление отечественной педагогической науки — клиническая дефектология. Она продолжает вести большую педагогическую работу: чтение лекций на курсах повышения квалификации педагогов-дефектологов, врачей-психоневрологов, логопедов, для студентов дефектологических факультетов.
Неоднократно награждалась почётными грамотами АПН СССР и МО СССР; медалями: «За доблестный труд в Великой Отечественной войне 1941—1945 гг.» и «В память 800-летия Москвы».
В январе 1989 г. ушла на пенсию в связи с тяжёлой болезнью. Летом 1989 г. она перенесла сложную операцию и вскоре, 3 августа, скончалась. Похоронена на Новодевичьем кладбище рядом с мужем, Игорем Михайловичем Рейснером.

Могила М. С. Певзнер.

## Основные труды
- Певзнер М. С. Клиника психопатий в детском возрасте. — М.: «Учпедгиз», 1941.
- Певзнер М. С., Лубовский В. И. Динамика развития детей-олигофренов. — М.: «Издательство Академии педагогических наук РСФСР», 1963.
- Певзнер М. С., Лубовский В. И., Пекелис Э. Я., Зислина Н. Н. Дети с отклонениями в развитии. Отграничение олигофрении от сходных состояний. — М.: «Просвещение», 1966.
- Власова Т. А., Певзнер М. С. О детях с отклонениями в развитии. — М.: «Просвещение», 1973.
- Певзнер М. С., Лебединская К. С. Учащиеся вспомогательной школы: клинико-психологическое изучение. — М.: «Педагогика», 1979.